# Freinberg
Freinberg là một đô thị thuộc huyện Schärding thuộc bang Oberösterreich, Áo. Đô thị Freinberg có diện tích 20 km², dân số thời điểm năm 2006 là 1494 người.